# 五反田川 (神奈川県)

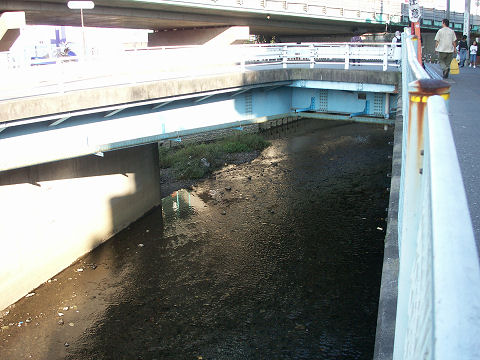
二ヶ領本川に合流するよう改修された五反田川。すぐ側を小田急小田原線の線路が通っており、それを越えるため上空には府中街道の陸橋が架かる。

五反田川（ごたんだがわ）は、神奈川県川崎市麻生区および多摩区を流れる河川。多摩川水系の支流。全長4.7kmの山地性急流河川である。

## 地理
神奈川県川崎市麻生区細山に源を発し、高石、西生田、栗谷、生田の各地区を東へ流れ、多摩区枡形で二ヶ領用水本川に合流する。
1927年（昭和2年）の改修事業に伴い、現在は多摩川水系平瀬川支流二ヶ領本川に合流する支流に位置づけられており、そのうち下流部1.48kmが一級河川として、上流部3.275kmが準用河川として管理され、現在はほぼ全線にわたりコンクリート護岸化されている。
かつては豊かな森であった多摩丘陵の一角を水源とする自然河川であったが、水源付近では近年著しく宅地化が進んでいる。分水嶺は100m前後の丘陵によって囲まれており、水源は浅くて状態が悪く、流路も迂回曲折して、勾配も急峻である。そのため、洪水時には溢水氾濫を数回引き起こしている。河川を管理する川崎市では、放水路整備などを検討している。

## 災害
- 1978年（昭和53年）4月6日 - 集中豪雨により向ヶ丘遊園駅付近で氾濫。小田急小田原線の線路が冠水して一時不通となった[3]。

## 流域の自治体
神奈川県
川崎市麻生区、多摩区

## 河川施設
- 細山調整池
- 五反田川放水路（計画）

## 橋梁
- 細山橋 - 県道124号稲城読売ランド前停車場線
- （橋） - 津久井道
- 生田橋[1] - 都市計画道路中野島生田線
- 生田大橋
- 根岸陸橋[1] - 浄水場通り